# Joao Rojas (ur. 1989)
Joao Robin Rojas Mendoza (ur. 14 czerwca 1989 w La Troncal) – ekwadorski piłkarz z obywatelstwem meksykańskim występujący na pozycji ofensywnego pomocnika lub lewego skrzydłowego, reprezentant Ekwadoru, od 2024 roku zawodnik peruwiańskiego ADT.
Jego brat Francisco Rojas również jest piłkarzem.

## Kariera klubowa
Rojas jako junior występował w zespołach młodzieżowych drużyn takich jak Municipal de Cañar czy CD Quevedo, a profesjonalną karierę piłkarską rozpoczynał jako osiemnastolatek w drugoligowym klubie Técnico Universitario z siedzibą w Ambato. Od razu wywalczył sobie pewne miejsce w wyjściowej jedenastce i już w swoim debiutanckim sezonie 2007 znacząco pomógł swojej ekipie awansować do najwyższej klasy rozgrywkowej. W Serie A zadebiutował 10 lutego 2008 w przegranym 2:3 spotkaniu z Barceloną SC, w którym zdobył również swojego premierowego gola w pierwszej lidze. Jego udane występy zaowocowały nagrodą dla najlepszego młodego ekwadorskiego piłkarza 2008 roku otrzymaną od Asociación Ecuatoriana de Radiodifusión (AER). Pod koniec tego samego sezonu udał się również na krótkoterminowe wypożyczenie do trzecioligowego CD River Plate Ecuador z miasta Guayaquil. Dzięki dobrej postawie prezentowanej w barwach Técnico Universitario zatrudnieniem Rojasa zaczęły interesować się czołowe ekwadorskie kluby.
Wiosną 2009 Rojas został zawodnikiem zespołu CS Emelec z siedzibą w Guayaquil. Tam również od razu został podstawowym graczem zespołu, podtrzymując dobrą formę; w sezonie 2009 powtórzył sukces sprzed roku i po raz kolejny został uhonorowany przez AER odznaczeniem dla najlepszego młodego zawodnika w Ekwadorze. W sezonie 2010 zanotował natomiast ze swoją drużyną wicemistrzostwo kraju, ogółem barwy Emelecu reprezentując przez dwa lata. W styczniu 2011 wyjechał do Meksyku, podpisując umowę z tamtejszą ekipą Monarcas Morelia, która wygrała rywalizację o jego zatrudnienie z holenderskim AZ Alkmaar. W meksykańskiej Primera División zadebiutował 8 stycznia 2011 w przegranym 0:5 spotkaniu z Atlasem, zaś premierowego gola w nowym zespole zdobył 20 lutego tego samego roku w wygranej 2:1 konfrontacji z Américą. Z miejsca został jedną z gwiazd zespołu i jednym z najlepszych skrzydłowych w lidze i już w swoim premierowym sezonie, wiosennym Clausura 2011, zdobył z Morelią tytuł wicemistrzowski. W Morelii występował w sumie przez dwa i pół roku, tworząc błyskotliwy duet skrzydłowych wraz ze swoim rodakiem Jeffersonem Montero.
W lipcu 2013 Rojas za sumę czterech milionów dolarów przeszedł do klubu Cruz Azul ze stołecznego miasta Meksyk. W 2014 roku, mając pewne miejsce w wyjściowej jedenastce, wygrał z nim najbardziej prestiżowe rozgrywki północnoamerykańskiego kontynentu – Ligę Mistrzów CONCACAF. W tym samym roku wziął także udział w Klubowych Mistrzostwach Świata, podczas których strzelił gola w meczu o trzecie miejsce z nowozelandzkim Auckland City (1:1, 2:4 k.), zaś jego ekipa uplasowała się ostatecznie na czwartej lokacie. W czerwcu 2015 otrzymał meksykańskie obywatelstwo w wyniku kilkuletniego zamieszkiwania w tym kraju.
| Sezon     | Klub                  | Kraj    | Rozgrywki | Mecze | Bramki |
| --------- | --------------------- | ------- | --------- | ----- | ------ |
| 2007      | Técnico Universitario | Ekwador | Serie B   | 36    | 3      |
| 2008      | Técnico Universitario | Ekwador | Serie A   | 31    | 3      |
| 2009      | CS Emelec             | Ekwador | Serie A   | 31    | 6      |
| 2010      | CS Emelec             | Ekwador | Serie A   | 42    | 7      |
| 2010/2011 | Monarcas Morelia      | Meksyk  | Liga MX   | 22    | 5      |
| 2011/2012 | Monarcas Morelia      | Meksyk  | Liga MX   | 38    | 4      |
| 2012/2013 | Monarcas Morelia      | Meksyk  | Liga MX   | 35    | 9      |
| 2013/2014 | Cruz Azul             | Meksyk  | Liga MX   | 32    | 8      |
| 2014/2015 | Cruz Azul             | Meksyk  | Liga MX   | 28    | 4      |
| 2015/2016 | Cruz Azul             | Meksyk  | Liga MX   | 30    | 3      |
| 2016/2017 | Cruz Azul             | Meksyk  | Liga MX   |       |        |

## Kariera reprezentacyjna
W 2009 roku Rojas znalazł się w ogłoszonym przez szkoleniowca Julio Césara Rosero składzie reprezentacji Ekwadoru U–20 na Mistrzostwa Ameryki Południowej U-20. Tam pełnił rolę kluczowego zawodnika swojej drużyny narodowej, rozgrywając wszystkie cztery spotkania od pierwszej do ostatniej minuty i dwukrotnie wpisał się na listę strzelców w spotkaniu z Peru (2:1). Jego kadra zajęła ostatecznie dopiero czwarte miejsce w pierwszej rundzie z bilansem zwycięstwa i trzech remisów, przez co nie awansowała do dalszych rozgrywek i nie zdołała zakwalifikować się na Mistrzostwa Świata U-20 w Egipcie.
W seniorskiej reprezentacji Ekwadoru Rojas zadebiutował za kadencji selekcjonera Sixto Vizuete, 12 listopada 2008 w przegranym 1:2 meczu towarzyskim z Meksykiem. Brał udział w eliminacjach do Mistrzostw Świata 2010, podczas których rozegrał jedno spotkanie, lecz jego kadra nie zdołała się ostatecznie zakwalifikować na mundial. Pierwszego gola w barwach narodowych strzelił 11 listopada 2011 w przegranej 1:2 konfrontacji z Paragwajem w ramach eliminacji do Mistrzostw Świata 2014, tym razem udanych dla Ekwadorczyków, ogółem podczas tych kwalifikacji dziesięciokrotnie pojawiając się na boisku. W 2014 roku został powołany przez kolumbijskiego selekcjonera Reinaldo Ruedę na Mistrzostwa Świata w Brazylii, gdzie jednak pozostawał wyłącznie rezerwowym drużyny i wystąpił tylko w końcówce grupowego meczu ze Szwajcarią (1:2), zaś jego kadra odpadła ostatecznie z mundialu już w fazie grupowej.